# Big Mamma (album)
Big Mamma peti je studijski album hrvatskog skladatelja, tekstopisca i glazbenika Dina Dvornika, koji izlazi 1999. g.
Objavljuje ga diskografska kuća Croatia Records, sadrži deset skladbi, a njihov producent je Dino Dvornik.
Big Mamma najlošije je Dvornikovo izdanje, ne bilježi veći uspjeh na hrvatskoj glazbenoj sceni i kritičari mu daju lošu ocjenu. Nedostatak velikog hita, kakav se od Dina očekivao, dao je ukupnu ocjenu albumu, koji je bio vrlo dobro napravljen, ali bez karakterističnih stilova koji su obilježavali Dina Dvornika. Album donosi nekoliko uspješnica, "Što volim dan kad je bezbrižan", "Plastika", "Big mamma" i "To mi radi". 
Dino Dvornik snimio je videospotove za skladbe "Plastika" i "Big mamma".
Dino Dvornik 1998. na Splitskom festivalu za skladbu "Vjenčanje" osvaja 2. nagradu publike. 1999. na Splitskom festivalu za skladbu "To mi radi" osvaja 3. nagradu publike i 2. nagradu žirija.
Dino Dvornik 1999. na Melodijama hrvatskog Jadrana za skladbu "Što volim dan kad je bezbrižan" osvaja nagradu za najbolji scenski nastup.
Dino Dvornik 2000. za ovaj album je bio nominiran za prestižnu hrvatsku diskografsku nagradu, Porin, u kategoriji najbolje likovno oblikovanje.

## Popis pjesama
1. "Što volim dan kad je bezbrižan" - 3:38
  - Dino Dvornik – Dino Dvornik – Dino Dvornik / Jurica Leikauff
2. "Plastika" - 3:22
  - Hrvoje Grčević / Dino Dvornik – Dino Dvornik – Dino Dvornik / Hrvoje Grčević / Franjo Valentić
3. "Stojadin" - 3:42
  - Dino Dvornik – Dino Dvornik / Zlatan Stipišić Gibonni – Dino Dvornik
4. "Ti si ta" - 4:26
  - Dino Dvornik – Dino Dvornik – Dino Dvornik / DJ Maminjo
5. "Cvita" - 4:49
  - Dino Dvornik – Dino Dvornik – Dino Dvornik
6. "Big mamma" - 5:01
  - Dino Dvornik – Dino Dvornik – Dino Dvornik
7. "To mi radi" - 3:49
  - Dino Dvornik – Dino Dvornik – Dino Dvornik / Jurica Leikauff
8. "Ča, ča, ča" - 4:03
  - Dino Dvornik – Dino Dvornik – Dino Dvornik
9. "Stroga teta" - 4:15
  - Dino Dvornik – Dino Dvornik / Zlatan Stipišić Gibonni – Dino Dvornik
10. "Vjenčanje" - 3:12 
  - Dino Dvornik – Dino Dvornik – Dino Dvornik

## Izvođači i produkcija
- Producent - Dino Dvornik
- Ton majstor (programiranje) - Franjo Valentić
- Menadžer - Danijela Dvornik
- Poslovni consulting - C.D.K. PROM PLUS d.o.o.
- Snimljeno u studiju - "JM" Studio, Zagreb
- Fotografije - Dražen Lapić
- Oblikovanje - Božesačuvaj

## Vanjske poveznice
- discogs.com - Dino Dvornik - Big Mamma